# Kommando-Stabsfahrzeug

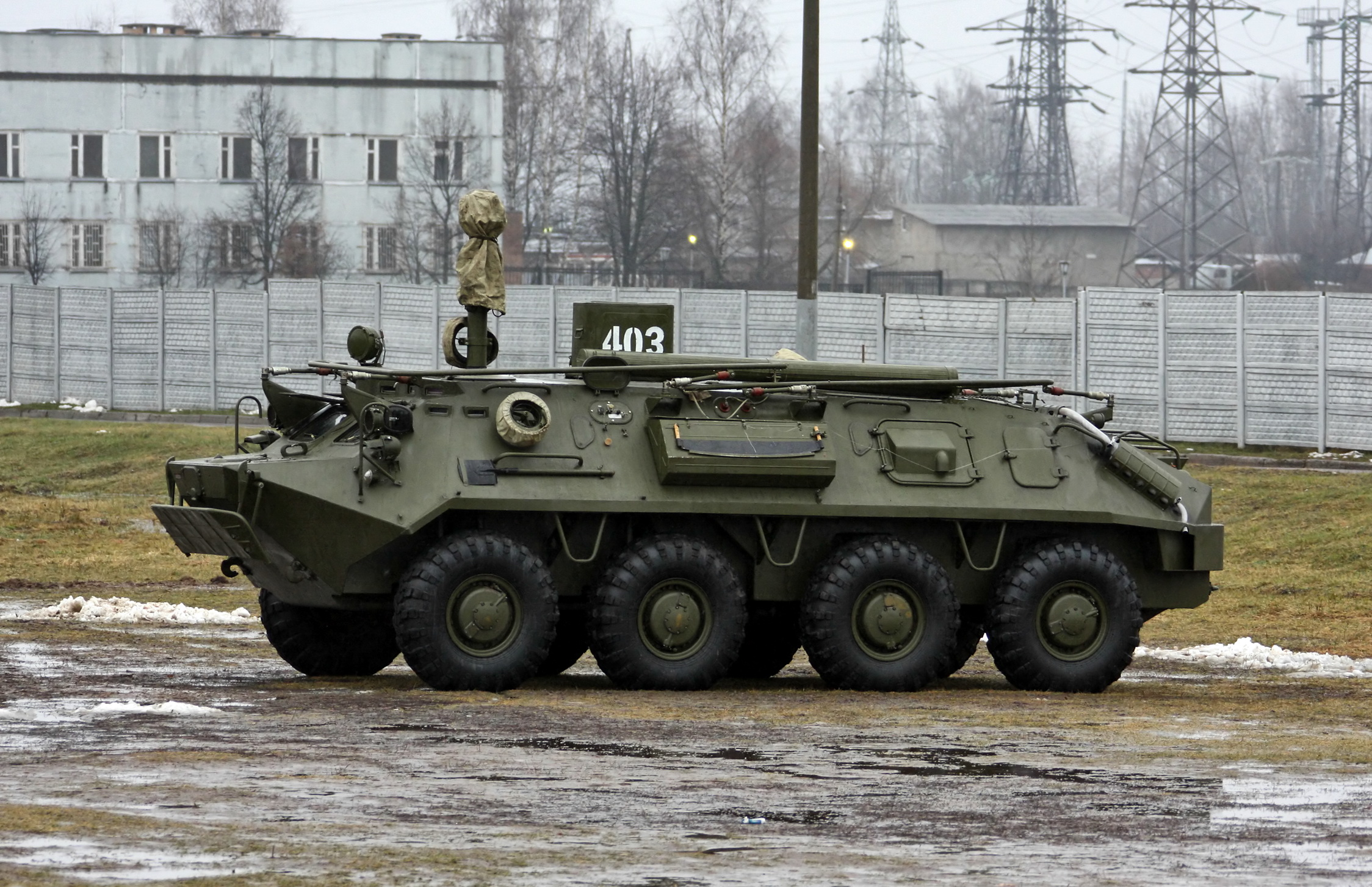
Kommando-Stabsfahrzeug (KSchM) R-145M „Tschaika“ („Möwe“, russisch Р-145БМ «Чайка»)

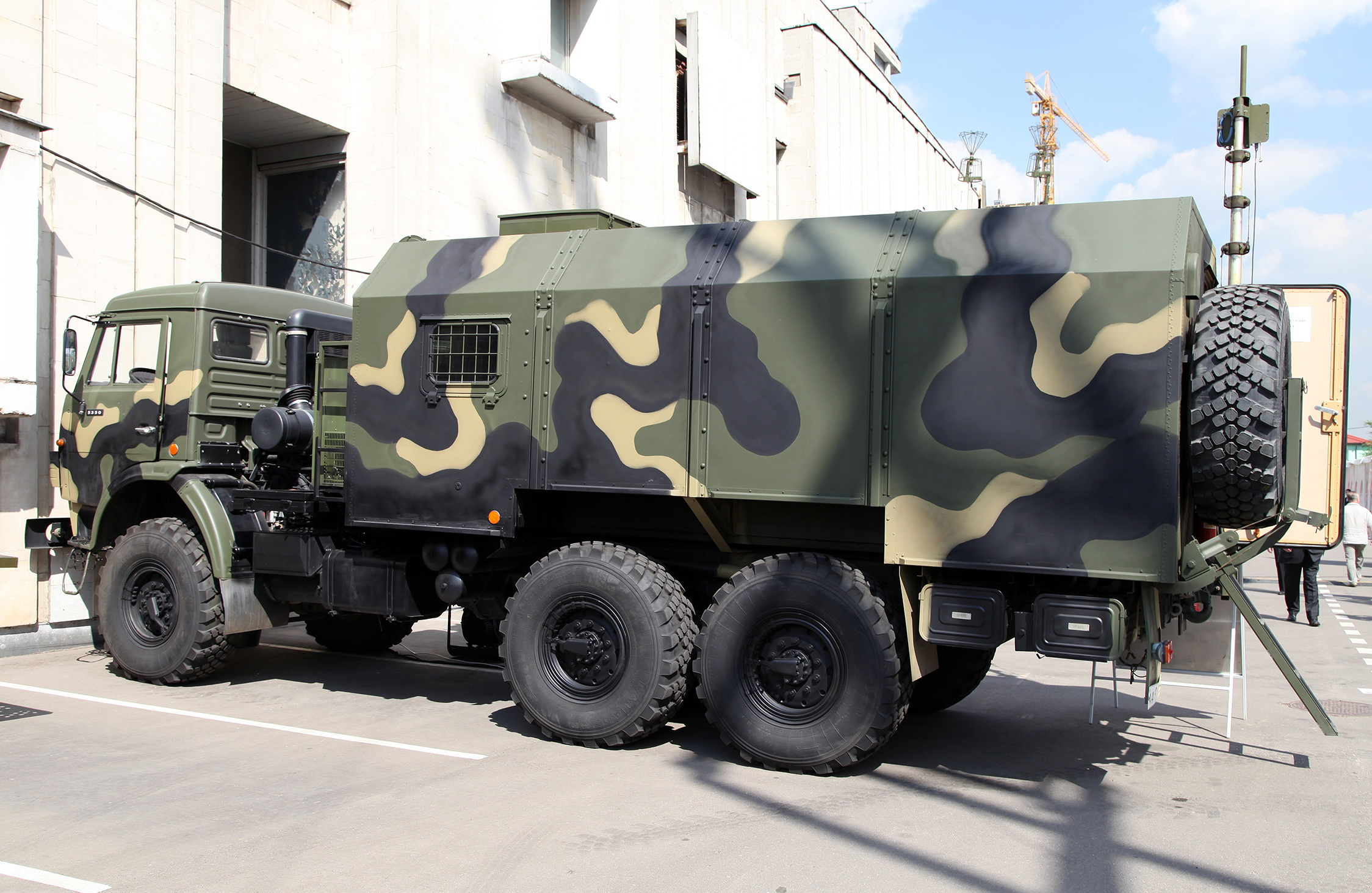
Stabsfahrzeug (SchM), Führungsebene Generalstab/Militärbezirk «MSch-12 Sweliza»

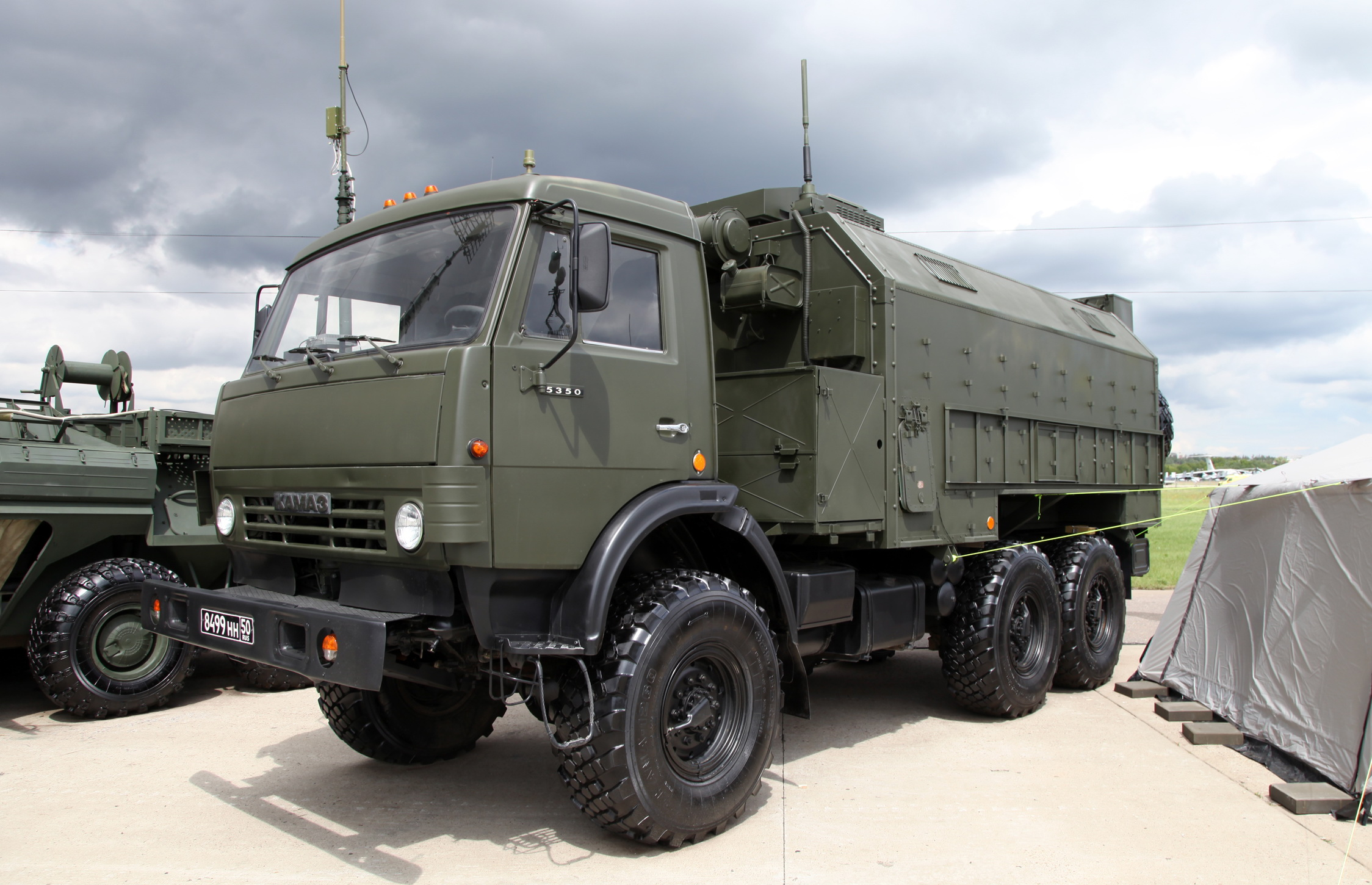
Kombinierte Funkstelle «R-142NMR» auf einem KamAZ-5350, Russland

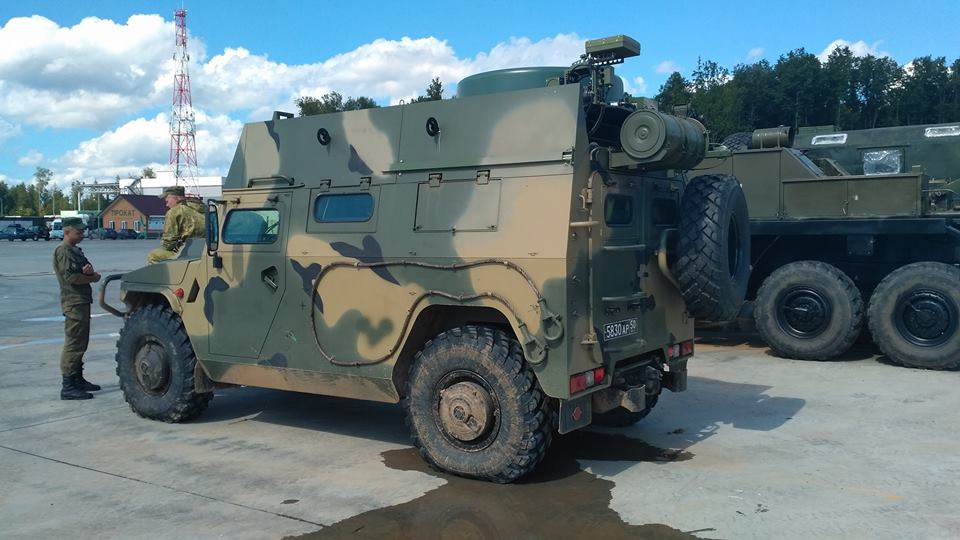
Kommando-Stabsfahrzeug P-230T der Luftlandetruppen (2017)

Ein Kommando-Stabsfahrzeug (KSch/KSchM) (russisch Командно-штабная машина КШМ, transkribiert komandno-schtabnaja maschina KSchM) ist ein Gefechtsfahrzeug auf Basis eines Schützenpanzerwagens oder eines militärischen Kraftfahrzeugs, welches mit einer Funkstelle ausgerüstet ist und auf taktischer Führungsebene zur Führung von Heereseinheiten, Truppenteilen oder Verbänden bestimmt ist.

## Benennung
Die NVA-übliche Kurzbezeichnung bis 1990 lautete KSch. Sofern Kommando-Stabsfahrzeuge im Stärke- und Ausrüstungsnachweis der Fernmeldetruppe verankert waren, wie beispielsweise die KSch R-145BM im Nachrichtenregiment 14, wurden selbige als Funk-Gerätesatz bezeichnet, was anfangs bei KSZE-Beobachtern zu Irritation führte. Der operationelle Einsatz speziell dieser KSch erfolgte durch das Gefechtsführungszentrum im Kommando LSK/LV.
Heute ist im russischen Heer die Bezeichnung Kommando-Stabsfahrzeug (KSchM), Stabsfahrzeug (MSch – schtabnaja maschina) oder kombinierte Funkstelle (kombinirowannaja radiostanzija) verbreitet. Hier wird das Gerät in der Regel zur militärischen Führung bis zur Ebene Regiment, Brigade und Division verwendet. Hiervon sind spezielle Versionen der Raketentruppen und Artillerie ausgenommen, wie beispielsweise das Kommando-Stabsfahrzeug der Raketentruppen und Artillerie PRP-3 „Wal“ zur Aufklärung, Identifizierung und Zielzuweisung.
Zur vertikalen Führung unterhalb der Einheitsebene oder horizontal innerhalb eines Bataillons dienen Schützenpanzerwagen, wie beispielsweise die Typenreihen BTR-60 und BMP-1.

## Einsatzgrundsätze
Kommando-Stabsfahrzeuge waren für den autarken, feldmäßigen Einsatz konzipiert. Zweckbestimmung war die umfassende Fernmeldeunterstützung des betreffenden Truppen-Kommandeurs, Chefs oder Stabsorgans. Abhängig von der jeweiligen Kommandoebene jedoch konnten Kommando-Stabsfahrzeuge Bestandteil einer feldmäßigen Nachrichtenzentrale bzw. der Nachrichtenzentrale einer Führungsstelle sein.

## Geschichte
Nachstehend sind beispielhaft Kommando-Stabsfahrzeuge, Stabsfahrzeuge beziehungsweise kombinierte Funkstellen, die überwiegend in Heeresverbänden zum Einsatz kamen oder gegebenenfalls gegenwärtig in Nutzung sind, aufgeführt:
- Kommando-Stabsfahrzeug BMD-1 KSch (БМД-1 КШ)
- Kommando-Stabsfahrzeug BMP-1K (БМП-1К)
- Kommando-Stabsfahrzeug BTR-50PU, BTR-50PUM (БТР-50ПУ, БТР-50ПУМ)
- Kommando-Stabsfahrzeug MP-21, MP-31 (МП-21, МП-31)
- Kommando-Stabsfahrzeug PRP-3 (ПРП-31)
- Kommando-Stabsfahrzeug R-145BM (БМП-1КШТ)
- Kombinierte Funkstelle R-125B1, R-125B2 (Р-125Б1, Р-125Б2)
- Kombinierte Funkstelle R-142N, R-142NM, R-142-NMR (Р-142Н, Р-142НМ, Р-142-НМР)
- Stabsfahrzeug MSch-12 (МШ-12)